# Truyền hình trả tiền
Truyền hình trả tiền (tiếng Anh: pay television) là các dịch vụ truyền hình đăng ký theo các gói thuê bao, thường được cung cấp bởi các nhà cung cấp truyền hình đa kênh, và cũng ngày càng phát triển với thêm nhiều loại hình như truyền hình kỹ thuật số mặt đất , truyền hình kỹ thuật số vệ tinh, truyền hình cáp và truyền hình Internet. Người xem sẽ trả một khoản chi phí cho các nhà cung cấp dịch vụ này để được xem các kênh truyền hình mà họ lựa chọn.
Thuật ngữ này đồng nghĩa với các kênh truyền hình giải trí cao cấp tập trung vào các bộ phim hoặc chương trình giải trí nói chung (như ở Hoa Kỳ: Cinemax, Epix, HBO, Showtime và Starz), bên cạnh đó còn có các kênh truyền hình dành cho thể thao, giải trí khác cho người lớn. 

## Mô hình kinh doanh
Trái ngược với hầu hết các đài truyền hình đa kênh khác, phụ thuộc vào phí quảng cáo và vận chuyển như nguồn doanh thu của họ, phần lớn các dịch vụ truyền hình trả tiền hầu như chỉ dựa vào phí thuê bao hàng tháng được trả bởi khách hàng cá nhân. Do đó, các nhà cung cấp dịch vụ truyền hình trả tiền quan tâm nhất đến việc phải cung cấp nội dung và hình ảnh như thế nào để nó xứng đáng với chi phí dịch vụ mà khách hàng bỏ ra, giúp thu hút thêm nhiều người đăng ký mới và giữ lại các khách hàng hiện có. 
Tùy thuộc vào quy định của từng quốc gia, các dịch vụ truyền hình trả tiền thường có tiêu chuẩn nội dung khác nhau, do đó các chương trình có chứa những nội dung nhạy cảm như những hình ảnh bạo lực, thô tục, khỏa thân hay những hình ảnh mang tính tình dục sẽ chỉ được phát sóng giới hạn ở những nơi được cho phép.
Vì dịch vụ truyền hình trả tiền thường không có các quảng cáo thương mại truyền thống, nên các giờ nghỉ giữa các chương trình thường bao gồm các chương trình quảng cáo cho các chương trình sắp tới và các phân đoạn xen kẽ (như nội dung hậu trường, các cuộc phỏng vấn và các phân đoạn tính năng khác). Tuy nhiên, một số kênh truyền hình liên quan đến thể thao có thể có một số quảng cáo thương mại, đặc biệt nếu chúng mô phỏng các sự kiện thể thao được phát sóng bởi các mạng truyền hình được hỗ trợ bởi các nhà quảng cáo. 

## Các chương trình truyền hình
Các bộ phim phần lớn chứa những nội dung được xem trên hầu hết các kênh truyền hình trả tiền, đặc biệt là những phim có định dạng giải trí chung và những phim với nội dung thông thường. Các kênh thường có được độc quyền đối với những bộ phim thông qua thỏa thuận độc quyền với các nhà phân phối phim. Trong thời hạn ban đầu của thỏa thuận cấp phép với nhà cung cấp phim, phim có được có thể được phát sóng dưới dạng "tạm thời", trong đó một kênh sẽ có quyền với bộ phim trong thời gian dài tiếp theo sau khi đã ký kết một thỏa thuận phân phối.  
Nhiều kênh truyền hình trả tiền có mối quan tâm chung cũng sản xuất loạt phim truyền hình riêng. Do sự khác biệt nói trên trong các tiêu chuẩn nội dung, chúng cũng có thể chứa nội dung trưởng thành hơn so với các kênh truyền hình cáp hoặc các kênh truyền hình khác. Các loạt phim này cũng có xu hướng sử dụng ngân sách cao và hướng đến thành công, yếu tố quan trọng để thu hút người đăng ký: loạt phim truyền hình đáng chú ý, như Curb Your Entriiasm của HBO, Game of Thrones, Sex and the City, và The Sopranos, và Showtime's Dexter, Homeland, và Weeds, đã nhận được những sự đón nhận tích cực và đã giành được nhiều giải thưởng truyền hình khác nhau. Một số kênh truyền hình cũng phát sóng các chương trình truyền hình đặc biệt, thường bao gồm các buổi hòa nhạc và phim hòa nhạc, phim tài liệu, hài kịch, và các vở kịch sân khấu.
Các chương trình thể thao cũng được giới thiệu trên một số kênh cao cấp; HBO được biết đến với các chương trình phát sóng về quyền anh, trong khi Showtime và Epix cũng mang đến các sự kiện võ thuật hỗn hợp. Một số kênh cao cấp quan tâm chung đã phát sóng các sự kiện thể thao chuyên nghiệp khác trong quá khứ: HBO chẳng hạn, đã mang các trò chơi từ Liên đoàn Khúc côn cầu Quốc gia (NHL), Hiệp hội Bóng rổ Quốc gia (NBA) và Hiệp hội Bóng rổ Hoa Kỳ (ABA) trong những năm đầu, và từ 1975 đến 1999 phát sóng giải quần vợt Wimbledon. Các kênh thể thao trả tiền đặc biệt cũng tồn tại, thường tập trung vào các môn thể thao quốc tế được coi là thích hợp với khán giả trong nước (như ở Hoa Kỳ, môn bóng chày) và thường được bán với chi phí cao hơn các kênh cao cấp truyền thống.  
Một số kênh truyền hình trả tiền cũng cung cấp những bộ phim khiêu dâm; Cinemax nổi tiếng với việc mang theo một loạt những bộ phim nhẹ nhàng vào đêm khuya được biết đến với tên gọi  "Max After Dark", dẫn đến việc kênh thường được người xem đặt biệt danh là "Skinemax". Cinemax đã loại bỏ chương trình này vào những năm 2010, nhưng lưu ý rằng lượng nội dung tình dục ngày càng tăng trong những xu hướng dòng phim truyền hình (như Game of Thrones) đã tạo ra một khối thặng dư cụ thể, tăng tính sẵn có của phim khiêu dâm thông qua các nền tảng kỹ thuật số khác, và sự thay đổi ngày càng tăng đối với loạt hành động này như là một phần của chiến lược chương trình ban đầu của nó. Các kênh chuyên biệt dành riêng cho phim khiêu dâm cũng tồn tại, mang các chương trình dành cho người lớn nhẹ nhàng (như Playboy TV) hoặc cao hơn (như The Erotic Network và Hustler TV). 

## Giá cả và các gói dịch vụ
Các kênh truyền hình trả tiền có nhiều mức giá khác nhau. Nhiều kênh bao gồm quảng cáo nên kết hợp khoản thu nhập này với mức phí đăng ký thấp hơn cho người dùng. Chúng được gọi là các kênh "mini-pay" (một thuật ngữ cũng được sử dụng cho các dịch vụ truyền hình trả tiền thương mại quy mô nhỏ hơn) và thường được bán như một phần của gói với nhiều kênh có giá tương tự. Tuy nhiên, giá thông thường cho các kênh truyền hình trả tiền dao động từ dưới 10 đô la đến gần 25 đô la mỗi tháng với mỗi bộ, với mức giá thấp hơn thì có thể thông qua các tùy chọn đi kèm với các nhà cung cấp truyền hình cáp hoặc vệ tinh khi thương lượng. Hoặc các ưu đãi đặc biệt có sẵn trong khoảng thời gian dùng thử miễn phí hoặc trước khi ra mắt một loạt các kênh truyền hình uy tín khác. Tuy nhiên, một số kênh khác, chẳng hạn như kênh thể thao và người lớn có thể chấp nhận giá hàng tháng có thể lên tới gần 50 đô la một tháng. Nhưng bù lại việc họ phải chịu một mức giá cao thì kênh truyền hình của họ sẽ chứa ít hoặc không có quảng cáo và cũng cung cấp đầu ra chương trình với chất lượng cao hơn. 
Mặc dù bán các dịch vụ truyền hình trả tiền có liên quan đến quyền sở hữu dưới dạng gói là phổ biến, nhưng điều đó có thể không phải luôn luôn xảy ra: ví dụ: ở Hoa Kỳ, Cinemax và Encore được bán tùy ý từ hoặc trong một gói duy nhất với các kênh tương ứng HBO và Starz, tùy thuộc vào nhà cung cấp dịch vụ. Trong khi đó, The Movie Channel và Flix thường được bán cùng với Showtime (cả ba kênh đều thuộc sở hữu của CBS Corporation); mặc dù người đăng ký bắt buộc phải mua Showtime để nhận Flix, The Movie Channel.
Hầu hết các nhà cung cấp truyền hình trả tiền cũng cung cấp một lựa chọn các dịch vụ cao cấp (ví dụ: các gói HBO, Showtime và Starz) trong một gói với mức giá giảm đáng kể so với chi phí để mua riêng từng dịch vụ, như một sự thúc đẩy cho người dùng đã đăng ký tiếp tục ở lại với họ, nhà cung cấp dịch vụ hoặc thúc đẩy các cá nhân khách hàng khác đăng ký sử dụng dịch vụ của họ. Tương tự, nhiều nhà cung cấp truyền hình cung cấp các kênh truyền hình trả tiền đối với các chương trình được ưa thích hay các bộ phim một cách miễn phí trong thời gian dùng thử (thông thường từ 1 đến 3 tháng). 

## Độ phủ và phân phối dịch vụ
Truyền hình trả tiền đã trở nên phổ biến hơn với truyền hình cáp và vệ tinh. Dịch vụ truyền hình trả tiền thường xuyên có ít nhất hai đến ba lần mỗi năm, cung cấp bản xem trước miễn phí các dịch vụ của họ, để tiếp cận tới những người đăng ký tiềm năng bằng cách cho phép đối tượng rộng hơn này sử dụng mẫu dịch vụ trong một vài ngày hoặc vài tuần; và chúng thường được lên kế hoạch để giới thiệu trong một chương trình sự kiện đặc biệt lớn, chẳng hạn như buổi ra mắt kênh truyền hình cáp trả tiền của một bộ phim bom tấn, buổi ra mắt (một loạt hoặc ra mắt mùa) của một bộ phim dài được biết tới rộng rãi hoặc được đánh giá cao hoặc đôi khi, một chương trình đặc biệt cao cấp (chẳng hạn như một buổi hòa nhạc).
Ở Úc, Foxtel, Optus Television và TransACT là những nhà phân phối truyền hình trả tiền lớn, tất cả đều cung cấp dịch vụ truyền hình cáp ở một số khu vực đô thị, với Foxtel cung cấp dịch vụ vệ tinh cho tất cả các khu vực khác nơi không có cáp. Austar trước đây hoạt động như một dịch vụ thanh toán vệ tinh, cho đến khi nó sáp nhập với Foxtel và SelecTV. Các nhà phân phối chính của truyền hình trả tiền ở New Zealand là Sky Network Television đối với truyền hình vệ tinh và Vodafone đối với truyền hình cáp. 
Các nhà cung cấp truyền hình trả tiền lớn ở Việt Nam có thể kể đến như: truyền hình FPT, HTVC, HanoiCab, VTVCab, K+,...
Trong những năm 2010, các dịch vụ video theo yêu cầu (SVOD) vượt trội được phân phối qua video trên internet đã nổi lên như một đối thủ cạnh tranh lớn với truyền hình trả tiền truyền thống, với các dịch vụ nổi bật như Amazon Video, Hulu và Netflix. Tương tự như dịch vụ truyền hình trả tiền, thư viện của họ bao gồm nội dung được mua (không chỉ bao gồm phim ngắn, bom tấn mà còn có cả phim truyền hình dài tập), và sự pha trộn của loạt chương trình giải trí khác. Sự thay đổi theo hướng SVOD đã dẫn đến sự cạnh tranh ngày càng tăng trong lĩnh vực này, với các tập đoàn truyền thông như CBS (CBS All Access) và Disney đã ra mắt các kênh truyền hình riêng của họ để cạnh tranh và các kênh cao cấp hiện có như HBO (HBO Now, sẽ thành công vào năm 2020 bởi HBO Max, một bản cải tiến kênh truyền hình thêm nội dung từ các tài sản khác của WarnerMedia) tung ra các phiên bản OTT (cung cấp nguồn nội dung phong phú và đa dạng theo yêu cầu của người sử dụng vào bất kỳ thời điểm nào và ở bất cứ đâu chỉ cần một thiết bị có thể kết nối với Internet) của dịch vụ được bán trên cơ sở trực tiếp cho người tiêu dùng để thu hút khách hàng hủy đăng ký của họ với các dịch vụ truyền hình thuê bao đa kênh có sẵn thông qua cáp hoặc vệ tinh, giảm các kênh truyền hình trả tiền hoặc giảm số giờ xem TV và chuyển sang sử dụng các nội dung mới này vì nó rẻ hơn thậm chí là miễn phí so với các nội dung được cung cấp qua truyền hình cáp. 